# Tmesipteris sigmatifolia
Tmesipteris sigmatifolia là một loài dương xỉ trong họ Psilotaceae. Loài này được Chinn. mô tả khoa học đầu tiên..
Danh pháp khoa học của loài này chưa được làm sáng tỏ. 